# 인형의 집

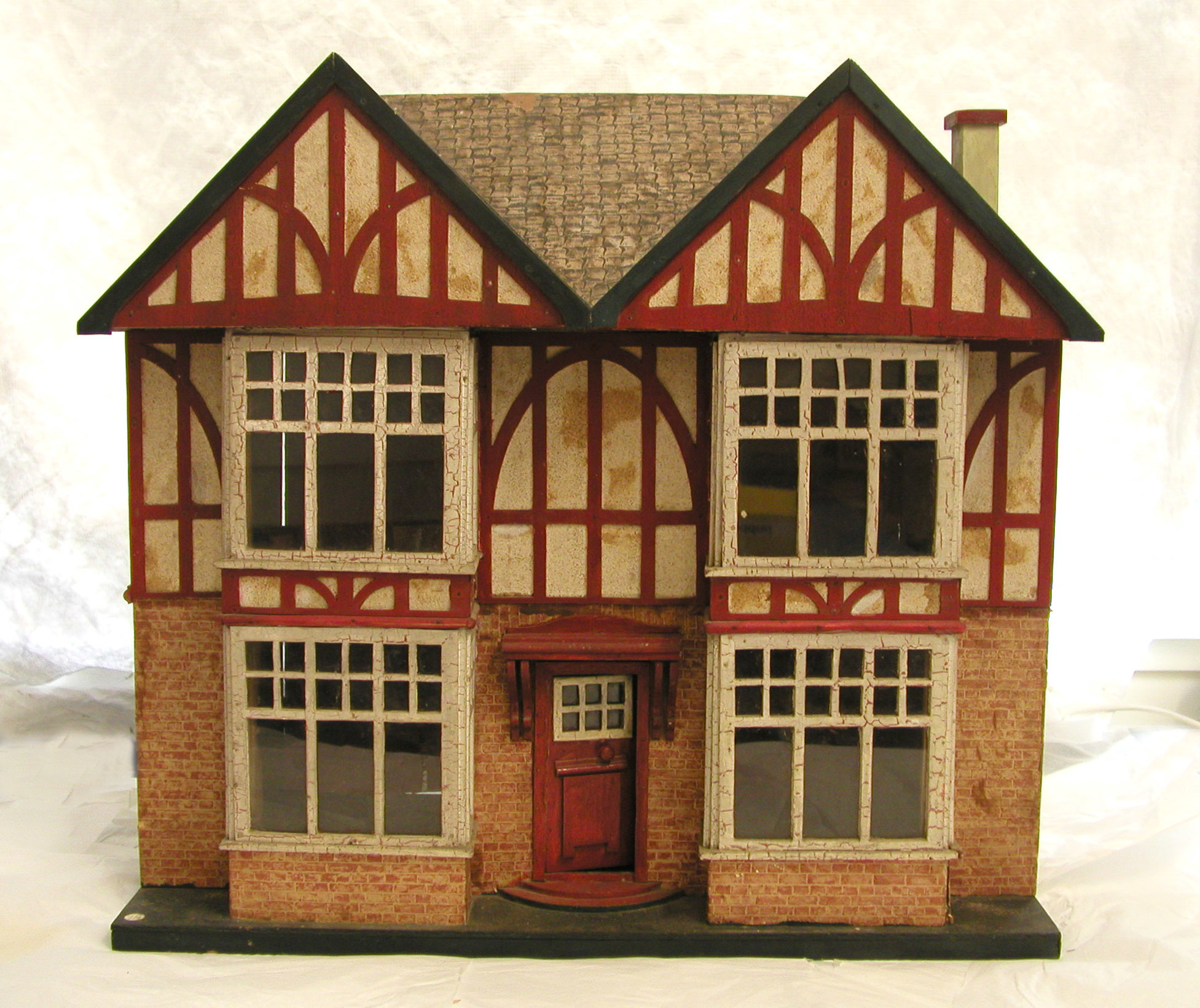
1930년 경의 Tudor 스타일의 인형의 집

인형의 집 또는 돌하우스(dollhouse)는 미니어처로 만든 장난감 집이다. 20세기 이후로 인형의 집은 주로 어린이들의 전유물이었으나 수집과 제작은 수많은 성인들을 위한 취미로 자리잡혀왔다. 영어권에서 북아메리카의 경우 dollhouse로, 영국과 기타 영어 사용 국가에서는 doll's house라는 용어를 사용한다.